# Paura (film 1990)
Paura è un film statunitense del 1990 diretto da Rockne S. O'Bannon.

## Trama
Cayce Bridges è una scrittrice sensitiva dotata di una forma di visione remota e di empatia/telepatia che le permette di collegarsi mentalmente con gli assassini, consentendo alla polizia di catturarli. Questo fino a quando non "incontra" il misterioso e sfuggente Uomo Ombra, un assassino che non solo ha le sue stesse doti, ma sembra essere più potente di lei. La sfida sarà difficile e rischiosa.

## Produzione
Le riprese del film si sono svolte nel periodo 06 marzo 1989 - 01 gennaio 1990 negli USA presso gli Universal Studios di Universal City, California, USA.

## Distribuzione
Il film è arrivato per la prima volta nelle sale italiane il 25 settembre 1999; la data di uscita originale è il 15 Luglio 1990 negli USA.

## Premi
Saturn Awards for Science Fiction: nomination per Fantasy and Horror Films (1991).

## Critica
Su Imdb il pubblico lo ha votato con 6.2 su 10